# Bovichtus veneris
Bovichtus veneris är en fiskart som beskrevs av Sauvage, 1879. Bovichtus veneris ingår i släktet Bovichtus och familjen Bovichtidae. Inga underarter finns listade.